# Echeandia hintonii
Echeandia hintonii är en sparrisväxtart som beskrevs av Robert William Cruden. Echeandia hintonii ingår i släktet Echeandia och familjen sparrisväxter. Inga underarter finns listade i Catalogue of Life.